# Camponotus setosus
Camponotus setosus é uma espécie de inseto do gênero Camponotus, pertencente à família Formicidae.